# رمزي يوسف
رمزي يوسف (من مواليد 27 أبريل 1968) مواطن باكستاني أدين وكان أحد الجناة الرئيسيين في تفجير مركز التجارة العالمي عام 1993 وتفجير طائرة الخطوط الجوية الفلبينية الرحلة 434؛ وكان أيضا أحد المتآمرين في مؤامرة بوجينكا. وفي عام 1995 القت المخابرات الباكستانية وجهاز الأمن الدبلوماسي الأمريكي القبض عليه في دار ضيافة في إسلام آباد بباكستان بينما كان يحاول وضع قنبلة في دمية أطفال ثم تم تسليمه إلى الولايات المتحدة.
حوكم في محكمة المقاطعة الجنوبية للولايات المتحدة في نيويورك مع اثنين من المتآمرين وأدين بالتخطيط لمخطط بوجينكا. وقد تلقى حكمين ب‍السجن المؤبد بالإضافة إلى 240 عاما لدوره في تفجير مركز التجارة العالمي عام 1993 ومخطط بوجينكا.
أما خال يوسف فهو خالد شيخ محمد، الذي يزعم أنه خطط معه مؤامرة بوجينكا. محمد هو عضو بارز في القاعدة متهم بكونه المهندس الرئيسي ل‍هجمات 11 سبتمبر 2001. ويقضي يوسف عقوبة السجن المؤبد في إيه دي إكس فلورنس المشدد الحراسة الواقع بالقرب من فلورنس بولاية كولورادو. ويتقاسم العنبر الذي يشار إليه عادة ب«صف الانتحاريين» مع تيري نيكولز، إريك رودولف، وتيد كازينسكي.

## النشأة
يعتقد أن اسم رمزي يوسف هو اسم مستعار. وقد ادعت لجنة 11/9 أن اسم يوسف الحقيقي هو عبد الباسط محمود عبد الكريم. ولد في الكويت لأبوين من باكستان. ووالده هو محمد عبد الكريم من بلوشستان بباكستان. يعتقد أن والدته هي أخت خالد شيخ محمد.
وعندما عادت عائلته إلى باكستان في منتصف الثمانينيات، أرسل يوسف إلى المملكة المتحدة طلبا للتعليم. وفي عام 1986 التحق بمعهد سوانزي في ويلز، حيث درس الهندسة الكهربائية، وتخرج بعد أربع سنوات. كما درس في كلية أكسفورد للتعليم الإضافي لتحسين لغته الإنجليزية.

## تفجير مركز التجارة العالمي 1993
كان تفجير مركز التجارة العالمي هجوما إرهابيا وقع في 26 فبراير 1993، عندما انفجرت سيارة مفخخة تحت البرج الأول لمركز التجارة العالمي في مدينة نيويورك، نيويورك. وكان المقصود من العبوة المعززة من غاز يوريا-الهيدروجين، التي يبلغ وزنها 1,500 رطل (680 كيلوغراما)، دفع البرج الشمالي (البرج 1) إلى البرج الجنوبي (البرج 2)، لإسقاط البرجين وقتل الآلاف من الأشخاص، ولكنها لم تفعل ذلك، ولكنها قتلت ستة مدنيين وجرحت 1,042 شخصا، بمن فيهم 919 مدنيا (بما في ذلك عامل خدمات طبية للطوارئ)، 88 رجل اطفاء و35 شرطيا.
وقد بعث رمزي يوسف برسالة إلى صحيفة نيويورك تايمز بعد الانفجار التي عبرت عن دافعه:
نحن، الكتيبة الخامسة في جيش التحرير، نعلن مسؤوليتنا عن الانفجار الذي وقع في المبنى المذكور. وقد تم هذا العمل ردا على الدعم السياسي والاقتصادي والعسكري الأميركي لإسرائيل، وإرهاب الدولة، وبقية الدول الدكتاتورية في المنطقة.
ومطالبنا هي:
1. وقف كل المساعدات العسكرية والاقتصادية والسياسية المقدمة لإسرائيل.
2. ويجب أن تتوقف جميع العلاقات الدبلوماسية مع إسرائيل.
3. عدم التدخل في الشؤون الداخلية لأي من بلدان الشرق الأوسط.

وإذا لم تتحقق مطالبنا، فإن جميع مجموعاتنا الوظيفية في الجيش سوف تواصل تنفيذ مهماتنا ضد الأهداف العسكرية والمدنية في الولايات المتحدة وخارجها. ولعلمكم، لدى جيشنا أكثر من مئة وخمسين جنديا انتحاريا مستعدين للمضي قدما. ولابد وأن يواجه الإرهاب الذي تمارسه إسرائيل (والذي تدعمه أميركا) نفس الإرهاب. إن الدكتاتورية والإرهاب (الذي تدعمه أميركا أيضا) اللذان تمارسهما بعض البلدان ضد شعوبها لابد وأن يواجها أيضا بالإرهاب.
يجب أن يعلم الشعب الأمريكي أن مدنييه الذين قتلوا ليسوا أفضل من أولئك الذين يقتلون بالأسلحة والدعم الأمريكيين.

الشعب الأمريكي مسؤول عن أعمال حكومتهم ويجب ان يعترض على جميع الجرائم التي ترتكبها حكومتهم ضد الشعب الآخر. أو هم — الأمريكان — سيكونوا أهدافا لعملياتنا التي يمكن أن تضعفهم.

## الوصول إلى الولايات المتحدة
وفي 1 سبتمبر 1992، دخل يوسف إلى الولايات المتحدة بجواز سفر عراقي مشكوك في صحته. وكان رفيقه أحمد عجاج يحمل عدة وثائق خاصة بالهجرة، من بينها جواز سفر سويدي مزور بشكل حاد
و من خلال توفير ستار دخاني لتسهيل دخول يوسف، فقد تم إلقاء القبض على عجاج في موقع الحادث عندما عثر مسؤولو الهجرة على كتيبات قنابل، وأشرطة فيديو لمفجري السيارات الإنتحارية، وورقة غش حول كيفية الكذب على مفتشي الهجرة الأمريكان في أمتعته
وفي وقت لاحق ربط مديرو برنامج مكافحة الإرهاب الأميركي ترتيبات السفر بمكالمة هاتفية من الشيخ عمر عبد الرحمن، الشيخ الأزهري المصري الضرير ، إلى رقم 810604 الباكستاني.
واحتجز يوسف لمدة 72 ساعة واستجوب أكثر من مرة، لكن زنزانات الاحتجاز التابعة لدائرة الاستخبارات العامة كانت مكتظة. وقد أعطي يوسف، الذي طلب اللجوء السياسي، موعدا لجلسة الاستماع في 9 نوفمبر 1992. وقال لشرطة جيرسي سيتي بأنه عبد الباسط محمود عبد الكريم، وهو باكستاني الجنسية ولد ونشأ في الكويت، وأنه فقد جواز سفره. وفي 31 ديسمبر 1992، أصدرت القنصلية الباكستانية في نيويورك جواز سفر مؤقتا إلى عبد الباسط محمود عبد الكريم (SAAG 484 2002).
وسافر يوسف حول نيويورك ونيوجيرسي واتصل عبد الرحمن عبر الهاتف الخلوي. وفي الفترة بين 3 و27 ديسمبر 1992، أجرى اجتماعات هاتفية إلى أرقام الرئيسية في بلوشستان، باكستان.
ولم يسترد عجاج الادلة والشرائط التي ظلت في مكتب مكتب التحقيقات الفيدرالى بنيويورك بعد أن امرت القاضية رينا راجى بنشر المواد في ديسمبر 1992.

## تجميع القنبلة
وبدأ يوسف، بمساعدة محمد سلامة ومحمود أبو حليمة، في تجميع جهاز زيت وقود النترات الذي يبلغ وزنه 1,500 رطل (680 كيلوغراما) في شارع بامرابو في جيرزي سيتي، وهو جاهز للتسليم إلى مركز التجارة العالمي في 26 فبراير 1993. وقد أمر بنقل مواد كيميائية من غرفته في المستشفى عندما اصيب في حادث سيارة — واحد من ثلاثة حوادث سببها سلامة في اواخر 1992 وأوائل 1993.
وفي 29 ديسمبر 1992، قال عجاج الذي كان يتكلم بالرموز ليوسف إنه فاز بالإفراج عن كتيبات القنابل إلا أنه حذر يوسف من أن إلتقاطها قد يعرض "عمله" للخطر. في كتاب حمله عجاج في عام 1992 كانت الكلمة التي ترجمها مكتب التحقيقات الفدرالي تعني "القاعدة الأساسية". وتبين فيما بعد أنها القاعدة."
وخلال مقابلة مع سي بي إس ببرنامج 60 دقيقة في 2002، قال أحد المتآمرين عبد الرحمن ياسين أن يوسف كان يريد أصلا تفجير أحياء يهودية في مدينة نيويورك. وأضاف ياسين أنه بعد جولة قام بها في كراون هايتس ووليامسبورغ، غير يوسف رأيه. وادعى ياسين أن يوسف تلقى تعليما في صنع القنابل في معسكر تدريب في بيشاور، باكستان.

## الإنفجار والتبعات
وقد تم اقتياد الشاحنة إلى مرآب مركز التجارة العالمى حيث انفجرت. وتمكن يوسف بعد ساعات من الهرب من الولايات المتحدة باستخدام جواز سفره الباكستاني. ويعتقد أنه فر إلى العراق ثم إلى باكستان. ونتيجة لهذا التفجير، أضاف مكتب التحقيقات الفدرالي يوسف بصفته الشخص رقم 463 المدرج في قائمة المطلوبين العشرة في 21 أبريل 1993.